# 在アメリカ合衆国イタリア大使
在アメリカ合衆国イタリア大使（ざいアメリカがっしゅうこくイタリアたいし、Italian Ambassador to United States）は、アメリカ合衆国に派遣されたイタリアの大使その他の外交使節団の長を指す。
以下は、歴代の在アメリカ合衆国イタリア大使の一覧である。

## 歴代大使
| 代 | 氏名                                       | 階級         | 着任           |
| -- | ------------------------------------------ | ------------ | -------------- |
| 1  | ジュゼッペ・ベルティナッティ               | 弁理公使     | 1861年4月11日  |
| 1  | ジュゼッペ・ベルティナッティ               | 特命全権公使 | 1864年7月30日  |
| 2  | マルチェッロ・チェッルティ                 | 特命全権公使 | 1867年8月30日  |
| 3  | ルイージ・コルティ                         | 特命全権公使 | 1870年5月13日  |
| 4  | アルベルト・ブランク                       | 特命全権公使 | 1875年11月12日 |
| 5  | サヴェリオ・デ・ファーヴァ                 | 特命全権公使 | 1881年10月28日 |
| 1  | サヴェリオ・デ・ファーヴァ                 | 特命全権大使 | 1893年6月14日  |
| 2  | エドモンド・マイオール・デス・プランチェス | 特命全権大使 | 1901年11月19日 |
| 3  | クザーニ・コンファロニエーリ               | 特命全権大使 | 1910年11月1日  |
| 4  | マッチ・デ・チェッレレ                     | 特命全権大使 | 1914年10月12日 |
| 5  | ヴィットーリオ・ロランディ・リッチ         | 特命全権大使 | 1921年2月25日  |
| 6  | ドン・ジェラシオ・カエターニ               | 特命全権大使 | 1922年12月29日 |
| 7  | ジャコモ・デ・マルティーノ                 | 特命全権大使 | 1925年3月2日   |
| 8  | アウグスト・ロッソ                         | 特命全権大使 | 1933年1月19日  |
| 9  | フルヴィオ・デ・スヴィッチ                 | 特命全権大使 | 1936年10月20日 |
| 10 | フルヴィオ・デ・スヴィッチ                 | 特命全権大使 | 1939年3月22日  |
| 11 | アルベルト・タルチアーニ                   | 特命全権大使 | 1945年3月8日   |
| 12 | マンリオ・ブロジオ                         | 特命全権大使 | 1955年2月3日   |
| 13 | セルジョ・フェノアルテア                   | 特命全権大使 | 1961年5月26日  |
| 14 | エジディオ・オルトーナ                     | 特命全権大使 | 1967年6月14日  |
| 15 | ロベルト・ガジャ                           | 特命全権大使 | 1975年7月14日  |
| 16 | パオロ・パンザ・チェドロニオ               | 特命全権大使 | 1978年4月7日   |
| 17 | リナルド・ペトリニャーニ                   | 特命全権大使 | 1981年7月10日  |
| 18 | ボリス・ビアンチェリ・チアッポリ           | 特命全権大使 | 1991年10月1日  |
| 19 | フェルディナンド・サレオ                   | 特命全権大使 | 1996年2月6日   |
| 20 | セルジョ・ヴェント                         | 特命全権大使 | 2002年3月25日  |
| 21 | ジョヴァンニ・カステッラネータ             | 特命全権大使 | 2005年10月3日  |
| 22 | ジュリオ・サンタガータ                     | 特命全権大使 | 2009年10月1日  |